# Струцівка
Стру́цівка — село в Україні, у Коростишівській міській громаді в Житомирському районі Житомирської області. Населення становить 93 осіб.

## Відомі люди
- Садовський Йосип Антонович (1929-2008) — український скульптор. Заслужений діяч мистецтв УРСР.